# Памятник Чапаеву (Санкт-Петербург)
Памятник Чапаеву — памятник Василию Ивановичу Чапаеву перед Военной академией связи им. С. М. Будённого в Санкт-Петербурге. Монумент отлит скульптором Матвеем Манизером в 1933—1934 годах и является точной копией его же памятника 1932 года, установленного в Самаре. Монумент охраняется государством как памятник монументального искусства регионального значения.

## История
Скульптурная группа была создана Матвеем Манизером в 1932 году для установки в Куйбышеве. Первоначально скульптор предполагал выполнить только самого Чапаева на коне, но чуть позже ему пришла идея дополнить композицию людьми, служившими в чапаевской дивизии, для чего Манизер обратился к архивным записям, изучал фотографии и встречался с ветеранами подразделения, с которых портретно воспроизводил героев монумента. Для изображения самого Василия Чапаева скульптору позировал сын полководца, Александр, внешне похожий на отца. Отлита в бронзе скульптурная композиция была на заводе «Монументскульптура» при деятельном участии самого скульптора. В том же, 1932 году композиция была установлена на площади Чапаева.
В 1933—1934 годах, по инициативе Сергея Кирова скульптором в собственной мастерской в доме 24 по Песочной улице была выполнена повторная отливка композиции для установки в Ленинграде. Изготовленную композицию поместили в одном из дворов на Крестовском острове; она предполагалась стать частью скульптурного оформления большого Центрального парка культуры и отдыха. В 1935—1940 годы скульптура была перевезена на Елагин остров, в район Масляного луга. Работы по установке скульптуры не проводились, на момент начала Великой Отечественной войны скульптура находилась во дворе дома 34 по Крестовскому проспекту.
Осенью 1942 — зимой 1943 года по приказу П. В. Борисова, начальника стрелково-пулеметных курсов младших лейтенантов Ленинградского фронта, скульптура была перевезена с Крестовского проспекта во двор Академии связи. Здесь её смонтировали на временный постамент из брёвен; все работы были выполнены силами курсантов. Во дворе Академии скульптура простояла до 1960-х годов: несколько раз поднимался вопрос о переносе её в центр города, но подходящего места найти так и не удалось.
В 1960-х года архитектором Николаем Бровкиным для памятника был спроектирован гранитный постамент. При установке памятник был повёрнут на 90° и теперь направление движения композиции — в сторону центра города. Работы курировал Государственный музей городской скульптуры, памятник открыт к празднику 4 ноября 1968 года. С 1977 года решением Исполкома Ленгорсовета монумент признан памятником монументального искусства регионального значения и поставлен под государственную охрану.
В 2006 году эта статуя была воспроизведена в рамках 22 фестиваля ледяной скульптуры в Харбине, который тематически был посвящён Году России в Китае.
Площадка перед памятником является центром культурной жизни района — здесь проводились городские мероприятия и политические акции.

## Описание
Памятник Чапаеву расположен в Санкт-Петербурге, перед главным фасадом главного здания Военной академии связи имени Будённого. Скульптурная композиция, имеющая высоту до 3 м стоит на наклонном постаменте высотой 1,3 м, выполненном из плит уступами, по которому все герои как бы движутся вперёд и вверх, в направлении центра города. Центральный элемент монумента — конная скульптура, изображающая комдива Василия Чапаева, вокруг которой сгруппированы в едином порыве семь фигур: комиссар, матрос-балтиец, старый солдат, работница, партизан, башкир и красноармеец, воспроизведённые с реальных людей, ветеранов чапаевской дивизии.